# Королівська бібліотека Данії
Королівська бібліотека Данії (дан. Det Kongelige Bibliotek) — національна бібліотека Данії (Копенгаген). Одна з найбільших бібліотек у Скандинавії.
Містить велику кількість історичних документів. Усі твори, що друкувалися в Данії з 17 століття, зберігаються у фондах бібліотеки.

## Історія

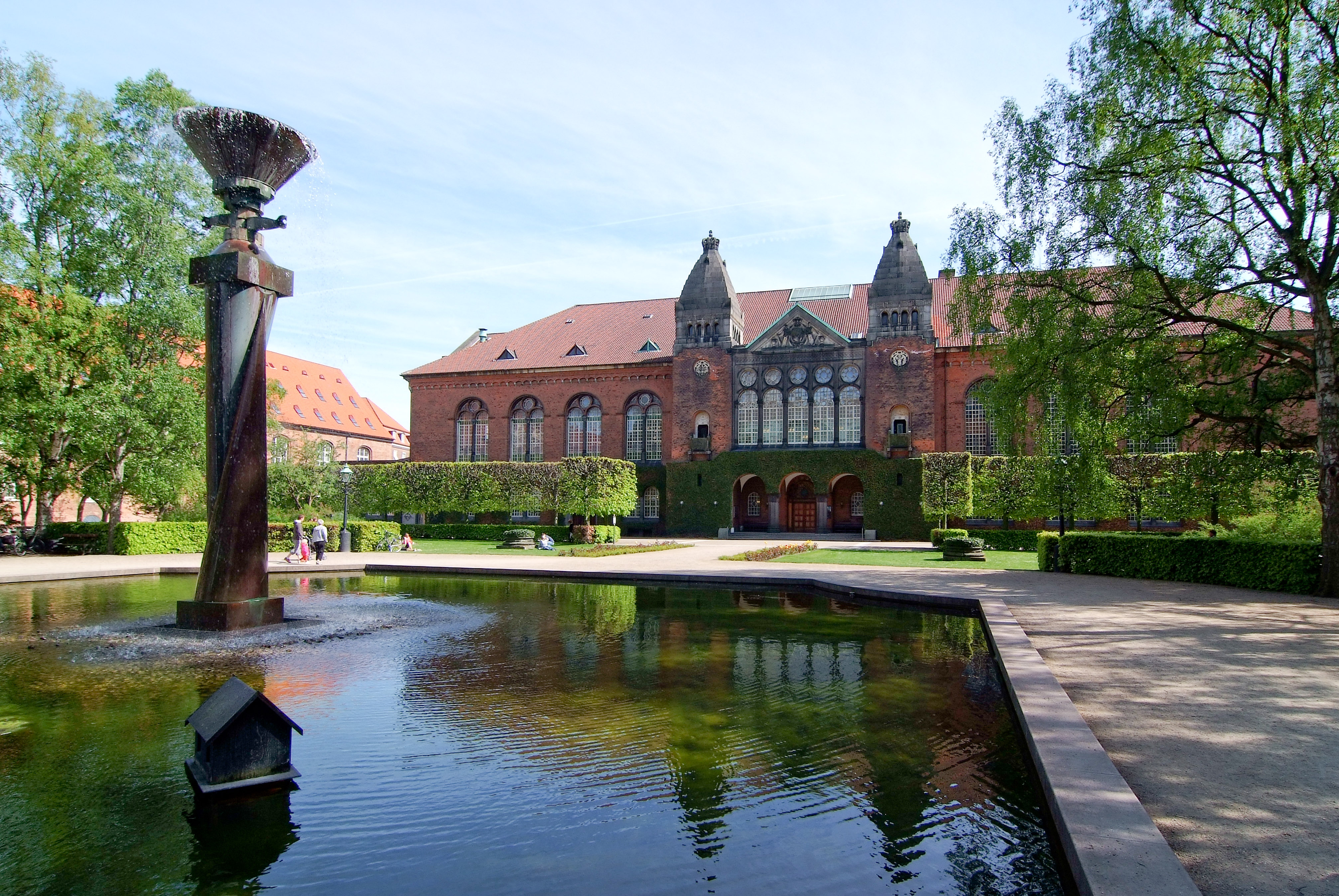
Старий будинок на острові Слотсгольмен, 1906

Бібліотека заснована близько 1648 року королем Фредеріком III на базі великої колекції європейських творів. Публічний доступ відкритий в 1793 році. 1989 року фонди бібліотеки об'єднані з фондами бібліотеки Копенгагенського університету, а 2005 року з фондами Данської національної бібліотеки природознавства і медицини (дан. Danmarks Natur- og Lægevidenskabelige Bibliotek). З 1 січня 2006 року офіційно називається «Королівська бібліотека, Національна бібліотека і бібліотека Копенгагенського університету» (дан. Det Kongelige Bibliotek, Nationalbibliotek og Københavns Universitetsbibliotek)
Сьогодні бібліотеці належать чотири будівлі: три будівлі Копенгагенського університету та головний будинок на острові Слотсхольмен. Стару будівлю на острові Слотсхольмен побудовано 1906 року. Вона є копією капели в резиденції Карла Великого (м. Ахен). 1999 року споруджено нову будівлю, суміжну зі старою, під назвою " Чорний діамант " (дан. Den Sorte Diamant). Назву будівля отримала від свого зовнішнього вигляду (збудована з чорного мармурру і скла). У будівлі також розташовується концертний зал.

## Крадіжка книг
З 1968 по 1978 роки в бібліотеці було скоєно одне з найбільших розкрадань. Невідомі вкрали приблизно 3200 історичних книг вартістю близько 50 млн. доларів США, в тому числі рукописи Мартіна Лютера, перші видання Іммануїла Канта, Томаса Мор та Джона Мілтона. Пропажа була виявлена тільки 1975 року. В 1998—2002 роках на різних аукціонах були продані вкрадені екземпляри на суму бл. 2 млн. $. У вересні 2003 року вдалося вистежити викрадача по лоту, виставленому на аукціоні Крісті в Лондоні. Ним виявився службовець бібліотеки Фред Меллер-Крістенсен (Frede Møller-Kristensen, помер у лютому 2003 року). Торгівлю краденими книгами після його смерті продовжували члени сім'ї. При обшуку в їхньому будинку були виявлені 1500 викрадених примірників. В 2004—2005 роках вони були засуджені до тюремного ув'язнення (терміни від 18 місяців до 3 років).

### Інформація про розкрадання книг
- Список зниклих книг [Архівовано 29 червня 2008 у Wayback Machine.]
- Прес-реліз
- Звіт про розкрадання (pdf)